# Porsche 918
Porsche 918 Spyder este un hypercar hibrid reîncărcabil cu motor central de producție limitată, comercializat de producătorul german de automobile Porsche.